# Дъглас Перейра
Дъглас Перейра душ Сантуш (на португалски: Douglas Pereira dos Santos) или просто Дъглас е бразилски футболист, на Барселона. Играе като десен краен бранител.

## Успехи
Гояш
- Кампеонато Гояно – 2009

 Сао Пауло
- Копа Судамерикана (1): 2012
- Рекопа Судамерикана
  - Финалист (1): 2013

 Бразилия до 20 г.
- Копа Америка до 20 г. (1): 2009
- Световно първенство по футбол за младежи
  - Финалист (1): 2009